# Marie Tourell Søderberg

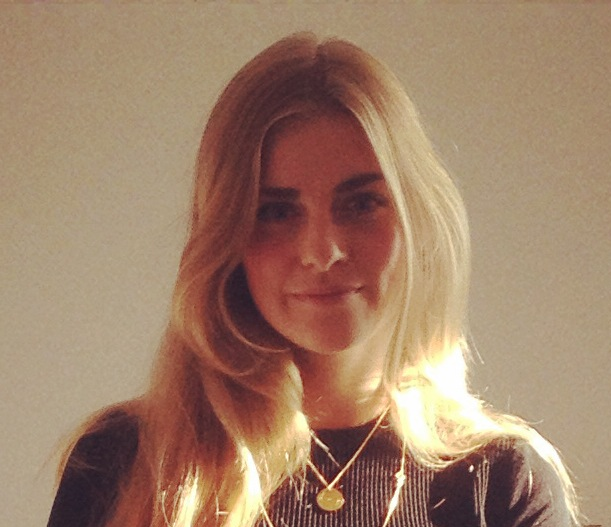
Marie Tourell Søderberg (2014)

Marie Tourell Søderberg (* 26. Juli 1988 in Nørrebro, Kopenhagen) ist eine dänische Schauspielerin.

## Leben und Karriere
Marie Søderberg wurde 1988 in der dänischen Hauptstadt Kopenhagen geboren. Aufgewachsen ist sie in den Kopenhagener Stadtbezirken Rødovre und Valby und besuchte das Sankt Annæ Gymnasium. Ihre schauspielerische Ausbildung erhielt sie an der Nationalen Dänischen Schauspielschule, die sie im Juni 2012 abschloss. In New York belegte sie einen Studiengang am Lee Strasberg Theatre and Film Institute. 
Ihr Filmdebüt gab Marie Søderberg 2003 in dem dänischen Kurzfilm Øje-blink. Im deutschsprachigen Raum wurde sie durch die weibliche Hauptrolle der Inge Juhl in der dänischen Fernseh-Miniserie 1864 – Liebe und Verrat in Zeiten des Krieges aus dem Jahr 2014 bekannt, die den Deutsch-Dänischen Krieg von 1864 thematisiert. Für diese Darstellung erhielt Marie Søderberg 2015 beim Robert Festival eine Nominierung als Beste Schauspielerin in einer Fernsehserie.
2016 veröffentlichte sie das Sachbuch Hygge. The Danish Art of Happiness.

## Filmografie (Auswahl)
- 2003: Øje-blink (Kurzfilm)
- 2004: Simon (Kurzfilm)
- 2004: Forsvar (Fernsehserie)
- 2006: Klovn (Fernsehserie)
- 2007: D+R (Kurzfilm)
- 2012: Rita (Fernsehserie)
- 2013: Without You (Kurzfilm)
- 2014: Limbo (Fernsehserie)
- 2014: Steppeulven
- 2014: 1864 – Liebe und Verrat in Zeiten des Krieges (1864, Fernsehserie)
- 2017–2018: Die Wege des Herrn (Herrens veje, Fernsehserie)